# Suree Sukha

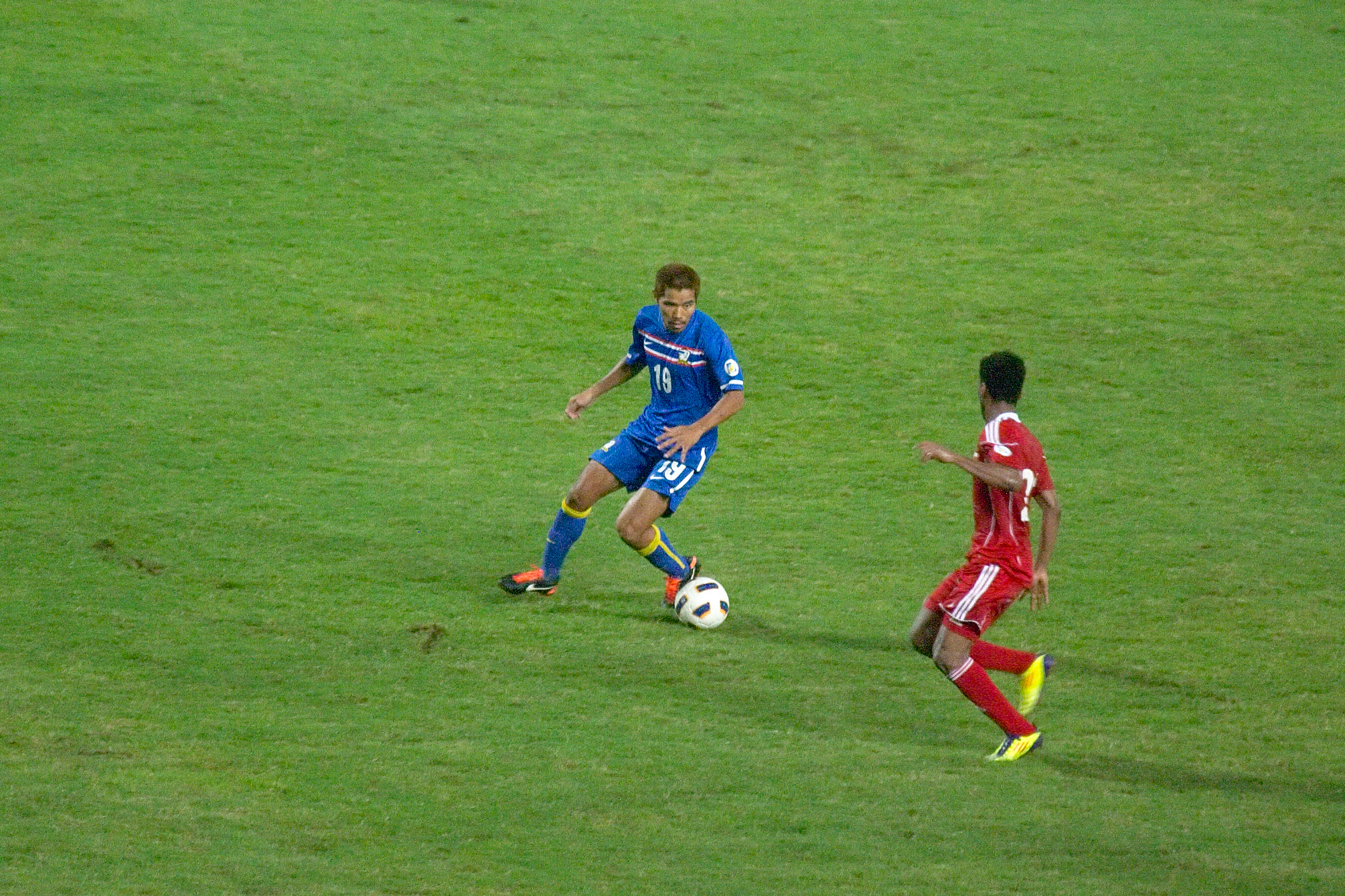
Suree con ante.

Suree Sukha (en tailandés: สุรีย์ สุขะ, Provincia de Sakon Nakhon, Tailandia, 27 de julio de 1982) es un exfutbolista de Tailandia que jugaba en la posición de defensa. Es hermano del también futbolista Surak Sukha.

## Carrera

### Club
| Periodo   | Club                       | Apariciones | Goles |
| --------- | -------------------------- | ----------- | ----- |
| 2001      | Balestier Khalsa FC        | 8           | 2     |
| 2001–2007 | Chonburi FC                | 96          | 7     |
| 2007–2008 | Manchester City FC         | 0           | 0     |
| 2008      | → Grasshopper CZ (cedido)  | 0           | 0     |
| 2008–2012 | Chonburi FC                | 115         | 10    |
| 2013–2016 | Buriram United             | 69          | 0     |
| 2017–2018 | Ubon UMT United            | 40          | 0     |
| 2018–2019 | Ratchaburi Mitr Phol       | 11          | 0     |
| 2020      | Muangkan United FC         | 2           | 0     |
| 2020      | → Kanchanaburi FC (cedido) | 9           | 0     |

### Selección nacional
Jugó para Tailandia en 56 ocasiones de 2006 a 2012 y anotó dos goles; participó en la Copa Asiática 2007 y en los Juegos Asiáticos de 2006.

## Logros

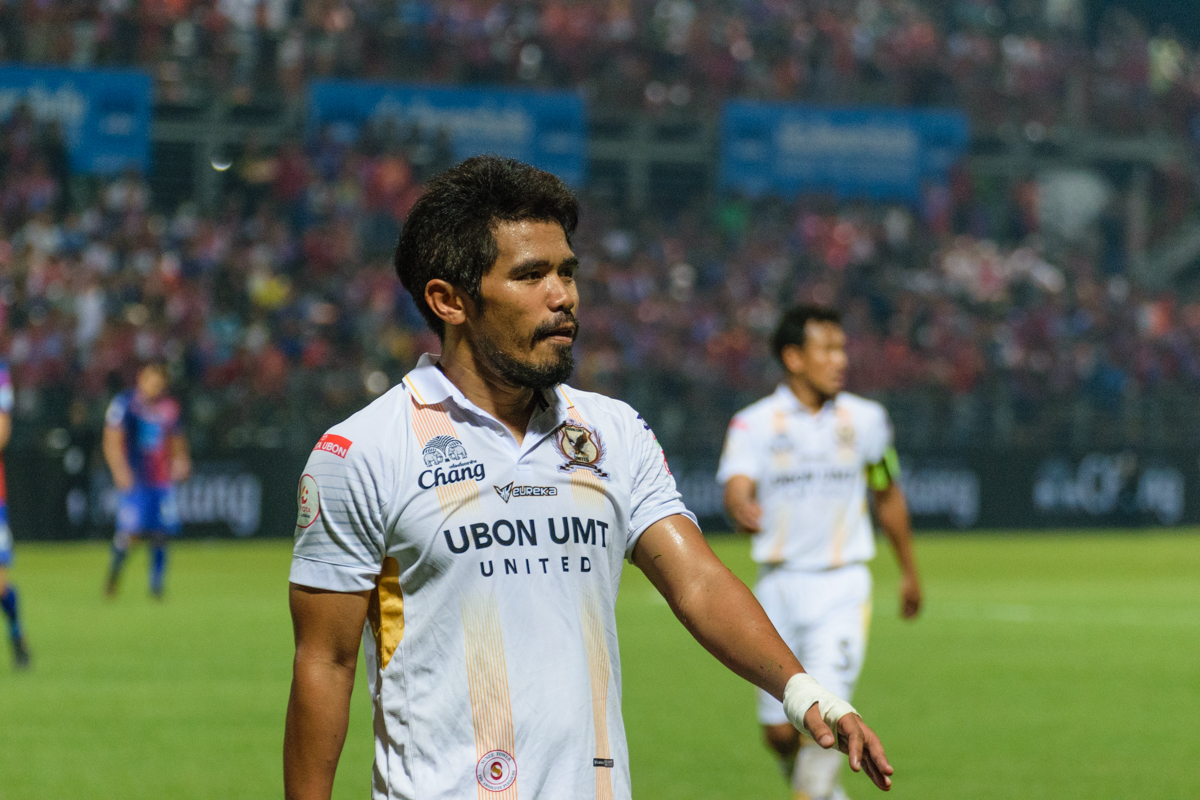
Suree con el Ubon UMT United en 2018.

### Club
- Thai Premier League: 2013, 2014, 2015
- Thai FA Cup: 2013, 2015
- Thai League Cup: 2013, 2015
- Toyota Premier Cup: 2014, 2016
- Copa Kor Royal: 2013, 2014, 2015, 2016
- Mekong Club Championship: 2015

### Selección nacional
- SEA Games: 2005

## Estadísticas

### Goles con selección nacional
| #  | Fecha      | Sede                                 | Rival     | Marcador | Resultado | Torneo                                               |
| -- | ---------- | ------------------------------------ | --------- | -------- | --------- | ---------------------------------------------------- |
| 1. | 15-10-2007 | Estádio Campo Desportivo, Macau      | Macao     | 2–0      | 7–1       | Clasificación para la Copa Mundial de Fútbol de 2010 |
| 2. | 7-12-2010  | Gelora Bung Karno Stadium, Indonesia | Indonesia | 1–0      | 1–2       | Copa Suzuki AFF 2010                                 |